# Achaea umbrigera
Achaea umbrigera là một loài bướm đêm thuộc họ Noctuidae. Nó được tìm thấy ở Châu Phi, bao gồm Nam Phi và Mauritius.